# Cloud Creek
Cloud Creek és una concentració de població designada pel cens dels Estats Units a l'estat d'Oklahoma. Segons el cens del 2000 tenia 86 habitants.

## Demografia
Segons el cens del 2000, Cloud Creek tenia 86 habitants, 30 habitatges, i 26 famílies. La densitat de població era de 4,6 habitants per km².
Dels 30 habitatges en un 43,3% hi vivien nens de menys de 18 anys, en un 63,3% hi vivien parelles casades, en un 20% dones solteres, i en un 13,3% no eren unitats familiars. En el 13,3% dels habitatges hi vivien persones soles el 6,7% de les quals corresponia a persones de 65 anys o més que vivien soles. El nombre mitjà de persones vivint en cada habitatge era de 2,87 i el nombre mitjà de persones que vivien en cada família era de 3,15.
Per edats la població es repartia de la següent manera: un 33,7% tenia menys de 18 anys, un 4,7% entre 18 i 24, un 31,4% entre 25 i 44, un 24,4% de 45 a 60 i un 5,8% 65 anys o més.
L'edat mediana era de 33 anys. Per cada 100 dones de 18 o més anys hi havia 96,6 homes.
La renda mediana per habitatge era de 23.333 $ i la renda mediana per família de 18.125 $. Els homes tenien una renda mediana de 100.000 $ mentre que les dones 0 $. La renda per capita de la població era de 20.127 $. Entorn del 63,6% de les famílies i el 70,5% de la població estaven per davall del llindar de pobresa.

## Poblacions més properes
El següent diagrama mostra les poblacions més properes.